# إديث روبرتس
إديث روبرتس (بالإنجليزية: Edith Roberts)‏ (و. 1899 – 1935 م) هي ممثلة، من الولايات المتحدة الأمريكية، ولدت في مدينة نيويورك، توفيت في لوس أنجلوس، عن عمر يناهز 36 عاماً بسبب إنتان.

## وصلات خارجية
- إديث روبرتس على موقع IMDb (الإنجليزية)
- إديث روبرتس على موقع أول موفي (الإنجليزية)
- إديث روبرتس على موقع قاعدة بيانات الأفلام السويدية (السويدية)
- إديث روبرتس على موقع قاعدة بيانات الفيلم (الإنجليزية)
- إديث روبرتس على موقع كينوبويسك (الروسية)